# Jeanette Bergenstav
Jeanette Bergenstav, född den 21 juni 1967 i Göteborg, är en svensk journalist och författare.

## Biografi
Bergenstav har arbetat som journalist under många år, och uppmärksammades bland annat 2010 för sitt reportage "När livet får en chans till", ett reportage om organdonation och transplantation, som utsågs till svensk vinnare av EU:s pris för folkhälsa. Sedan 2015 har hon kommit att skriva flera hunddeckare för barn och unga. Hon sysslar även med att träna hundar, föreläsa om hundars betydelse för barn och håller skrivarverkstäder för barn och ungdom.
År 2021 gav hon ut sin första deckare Syndoffer, som utspelar sig i Göteborgsmiljöer med frilansjournalisten Jennifer Sundin som huvudperson. G-P:s Maria Näslund beskrev boken som en deckare som vågar vara vass och rolig i mörkret, actionfylld och spännande, med en trovärdig berättelse om huvudpersonens plågsamma kamp med kroppsliga besvär och andra bekymmer.

### Hunddeckare och äventyr
- 2015 –  Vargskräck: en hunddeckare med Flingan & flocken. Flingan & flocken ; 1. Lerum: Idus. Libris 17987987. ISBN 9789175772103
- 2016 – Bergenstav, Jeanette; Stridh Sandra. Kod 513: en hunddeckare med Flingan & flocken. Flingan & flocken ; 2. Lerum: Idus. Libris 19583485. ISBN 9789175774237
- 2017 – Bergenstav, Jeanette; Blomberg Lovisa. Busens hunderbara äventyr (Första upplagan). [Lerum]: Idus förlag. Libris 20167627. ISBN 9789175775203

### Hundträning
- 2017 – Bergenstav, Jeanette; Roegner Nina, Bergenstav Patrik. Hundkul!: trickträning för bästa vänner. [Lerum]: Idus förlag. Libris 21239626. ISBN 9789175775906

## Utmärkelser
- 2010 – EU:s pris för folkhälsa för reportaget "När livet får en chans till", ett reportage om organdonation och transplantation[4]